# Liste der Lieder von OST+FRONT
Dies ist eine Liste der Lieder der deutschen Neue Deutsche Härte-Musikgruppe OST+FRONT.

## Eigenkompositionen

### 1
| Titel              | Autoren   | Album     | Jahr |
| ------------------ | --------- | --------- | ---- |
| 1+1                | OST+FRONT | Ave Maria | 2012 |
| 10 Jahre OST+FRONT | OST+FRONT | Adrenalin | 2018 |

### 9
| Titel | Autoren   | Album     | Jahr |
| ----- | --------- | --------- | ---- |
| 911   | OST+FRONT | Ave Maria | 2012 |

### A
| Titel       | Autoren   | Album     | Jahr |
| ----------- | --------- | --------- | ---- |
| Adrenalin   | OST+FRONT | Adrenalin | 2018 |
| Afrika      | OST+FRONT | Ultra     | 2016 |
| Alte Liebe  | OST+FRONT | Adrenalin | 2018 |
| Anders      | OST+FRONT | Olympia   | 2014 |
| Arm & Reich | OST+FRONT | Adrenalin | 2018 |

### B
| Titel             | Autoren   | Album                      | Jahr |
| ----------------- | --------- | -------------------------- | ---- |
| Bitte schlag mich | OST+FRONT | Bitte schlag mich (EP)     | 2013 |
| Blattzeit         | OST+FRONT | Adrenalin                  | 2018 |
| Blitzkrieg        | OST+FRONT | Ultra                      | 2016 |
| Bluthund          | OST+FRONT | Adrenalin (Deluxe Edition) | 2018 |
| Böses Mädchen     | OST+FRONT | Adrenalin                  | 2018 |
| Bruderherz        | OST+FRONT | Ultra                      | 2016 |

### D
| Titel                              | Autoren   | Album                                   | Jahr |
| ---------------------------------- | --------- | --------------------------------------- | ---- |
| Dawaj Dawaj                        | OST+FRONT | Ave Maria                               | 2012 |
| Dein Kanal (feat. Jadwiga Graczyk) | OST+FRONT | Ave Maria                               | 2012 |
| Dein und Mein                      | OST+FRONT | Olympia                                 | 2014 |
| Denkelied                          | OST+FRONT | Ave Maria                               | 2012 |
| Denkelied (Orchesterversion)       | OST+FRONT | Bitte schlag mich (EP)                  | 2013 |
| Der Anfang                         | OST+FRONT | Dein Helfer in der Not (Deluxe Edition) | 2020 |
| Der Ruf deiner Hoffnung            | OST+FRONT | In der Hölle erfroren (EP)              | 2020 |
| Die Räuber                         | OST+FRONT | Dein Helfer in der Not                  | 2020 |
| Disco Bukkake                      | OST+FRONT | Adrenalin                               | 2018 |
| Du gehst mir unter die Haut        | OST+FRONT | Adrenalin                               | 2018 |

### E
| Titel          | Autoren   | Album     | Jahr |
| -------------- | --------- | --------- | ---- |
| Edelweiß       | OST+FRONT | Adrenalin | 2018 |
| Ein alter Mann | OST+FRONT | Ave Maria | 2012 |

### F
| Titel                             | Autoren               | Album                      | Jahr |
| --------------------------------- | --------------------- | -------------------------- | ---- |
| Feuer und Eisen                   | OST+FRONT             | Olympia                    | 2014 |
| Feuerwasser                       | OST+FRONT             | Olympia                    | 2014 |
| Fick dich                         | OST+FRONT             | Ultra                      | 2016 |
| Fiesta de Sexo (feat. Erk Aicrag) | OST+FRONT, Erk Aicrag | Ultra                      | 2016 |
| Fiesta de Sexo (Demoversion)      | OST+FRONT, Erk Aicrag | Fiesta de Sexo (Single)    | 2017 |
| Fleisch                           | OST+FRONT             | Ave Maria                  | 2012 |
| Frauenzimmer                      | OST+FRONT             | Dein Helfer in der Not     | 2020 |
| Freiheit                          | OST+FRONT             | In der Hölle erfroren (EP) | 2020 |
| Freundschaft                      | OST+FRONT             | Olympia                    | 2014 |

### G
| Titel          | Autoren   | Album                  | Jahr |
| -------------- | --------- | ---------------------- | ---- |
| Gang Bang      | OST+FRONT | Ave Maria              | 2012 |
| Geld Geld Geld | OST+FRONT | Dein Helfer in der Not | 2020 |
| Goldmarie      | OST+FRONT | Olympia                | 2014 |

### H
| Titel                 | Autoren   | Album                  | Jahr |
| --------------------- | --------- | ---------------------- | ---- |
| Hans guck in die Luft | OST+FRONT | Adrenalin              | 2018 |
| Harte Welt            | OST+FRONT | Olympia                | 2014 |
| Heavy Metal           | OST+FRONT | Adrenalin              | 2018 |
| Heimat Erde           | OST+FRONT | Ave Maria              | 2012 |
| Heimkind              | OST+FRONT | Ave Maria              | 2012 |
| Honka Honka           | OST+FRONT | Dein Helfer in der Not | 2020 |

### I
| Titel                 | Autoren   | Album                      | Jahr |
| --------------------- | --------- | -------------------------- | ---- |
| Ich liebe es          | OST+FRONT | Ave Maria                  | 2012 |
| Ich will Alles        | OST+FRONT | Adrenalin (Deluxe Edition) | 2018 |
| Ikarus                | OST+FRONT | Dein Helfer in der Not     | 2020 |
| In der Hölle erfroren | OST+FRONT | In der Hölle erfroren (EP) | 2020 |

### K
| Titel        | Autoren   | Album   | Jahr |
| ------------ | --------- | ------- | ---- |
| Kaltes Herz  | OST+FRONT | Olympia | 2014 |
| Klassenkampf | OST+FRONT | Ultra   | 2016 |
| Krüppel      | OST+FRONT | Ultra   | 2016 |

### L
| Titel      | Autoren   | Album   | Jahr |
| ---------- | --------- | ------- | ---- |
| Liebeslied | OST+FRONT | Olympia | 2014 |

### M
| Titel                     | Autoren   | Album                    | Jahr |
| ------------------------- | --------- | ------------------------ | ---- |
| Mein Eigentum             | OST+FRONT | Dein Helfer in der Not   | 2020 |
| Mensch                    | OST+FRONT | Olympia                  | 2014 |
| MNSTR                     | OST+FRONT | Utra (Deluxe Edition)    | 2016 |
| Moldau                    | OST+FRONT | Ultra                    | 2016 |
| Moldau (Orchesterversion) | OST+FRONT | Sternenkinder (Single)   | 2015 |
| Muttertag                 | OST+FRONT | Olympia (Deluxe Edition) | 2014 |

### N
| Titel        | Autoren   | Album     | Jahr |
| ------------ | --------- | --------- | ---- |
| Nein         | OST+FRONT | Ultra     | 2016 |
| Nur für dich | OST+FRONT | Ave Maria | 2012 |

### O
| Titel          | Autoren   | Album                    | Jahr |
| -------------- | --------- | ------------------------ | ---- |
| OST+FRONT 2008 | OST+FRONT | Olympia (Deluxe Edition) | 2014 |
| OST+FRONT 2014 | OST+FRONT | Olympia                  | 2014 |

### P
| Titel       | Autoren   | Album                  | Jahr |
| ----------- | --------- | ---------------------- | ---- |
| Perfekt     | OST+FRONT | Olympia                | 2014 |
| Porco Dio   | OST+FRONT | Dein Helfer in der Not | 2020 |
| Puppenjunge | OST+FRONT | Adrenalin              | 2018 |

### R
| Titel         | Autoren   | Album                                   | Jahr |
| ------------- | --------- | --------------------------------------- | ---- |
| Rosenkavalier | OST+FRONT | Adrenalin (Deluxe Edition)              | 2018 |
| Roter Bau     | OST+FRONT | Dein Helfer in der Not (Deluxe Edition) | 2020 |

### S
| Titel                            | Autoren   | Album                    | Jahr |
| -------------------------------- | --------- | ------------------------ | ---- |
| Schau ins Land                   | OST+FRONT | Dein Helfer in der Not   | 2020 |
| Schwarzer Helmut                 | OST+FRONT | Dein Helfer in der Not   | 2020 |
| Sex, Schnaps und Gewalt          | OST+FRONT | Dein Helfer in der Not   | 2020 |
| Siebenbaum                       | OST+FRONT | Ultra                    | 2016 |
| Silikon                          | OST+FRONT | Bitte schlag mich (EP)   | 2013 |
| So lang                          | OST+FRONT | Olympia (Deluxe Edition) | 2014 |
| Sonne, Mond und Sterne           | OST+FRONT | Olympia                  | 2014 |
| Sternenkinder                    | OST+FRONT | Ultra                    | 2016 |
| Sternenkinder (Orchesterversion) | OST+FRONT | Ultra (Deluxe Edition)   | 2016 |
| Suizid (feat. B. Deutung)        | OST+FRONT | Ultra                    | 2016 |

### T
| Titel       | Autoren   | Album                 | Jahr |
| ----------- | --------- | --------------------- | ---- |
| Triebwerk   | OST+FRONT | Utra (Deluxe Edition) | 2016 |
| Tschernobyl | OST+FRONT | Freundschaft (EP)     | 2014 |

### U
| Titel       | Autoren   | Album                  | Jahr |
| ----------- | --------- | ---------------------- | ---- |
| Untermensch | OST+FRONT | Dein Helfer in der Not | 2020 |
| U.S.A.      | OST+FRONT | Adrenalin              | 2018 |

### V
| Titel                  | Autoren   | Album                                   | Jahr |
| ---------------------- | --------- | --------------------------------------- | ---- |
| Vergiss mein nicht     | OST+FRONT | Olympia (Deluxe Edition)                | 2014 |
| Viel Spaß beim sterben | OST+FRONT | Dein Helfer in der Not (Deluxe Edition) | 2020 |
| Volksmusik             | OST+FRONT | Ultra                                   | 2016 |

### W
| Titel          | Autoren   | Album                      | Jahr |
| -------------- | --------- | -------------------------- | ---- |
| Wanderlust     | OST+FRONT | Freundschaft (EP)          | 2014 |
| Was einmal war | OST+FRONT | Dein Helfer in der Not     | 2020 |
| Wasser Marsch  | OST+FRONT | Ultra (Deluxe Edition)     | 2016 |
| Willenskraft   | OST+FRONT | Adrenalin (Deluxe Edition) | 2018 |
| Winter Ade     | OST+FRONT | Olympia (Deluxe Edition)   | 2014 |

### Z
| Titel       | Autoren   | Album                  | Jahr |
| ----------- | --------- | ---------------------- | ---- |
| Zaubertrank | OST+FRONT | Dein Helfer in der Not | 2020 |

## Coverversionen
| Titel                                   | Autoren              | Album                                         | Jahr |
| --------------------------------------- | -------------------- | --------------------------------------------- | ---- |
| Eure Siege                              | Lord of the Lost     | From the Flame into the Fire (Deluxe Edition) | 2014 |
| Habgier und Tod (feat. Ulrike Goldmann) | Saltatio Mortis      | Zirkus Zeitgeist (limitierte Edition)         | 2015 |
| Out in the Rain                         | Solitary Experiments | Phenomena (limitierte Edition)                | 2013 |
| Out of the Dark                         | Falco                | Bitte schlag mich (EP)                        | 2013 |
| Wrecking Ball (feat. Ulrike Goldmann)   | Miley Cyrus          | Fiesta de Sexo (Single)                       | 2017 |

## Remixe
| Titel                 | Autoren                   | Album                                         | Jahr |
| --------------------- | ------------------------- | --------------------------------------------- | ---- |
| A Bullet Left For You | Solar Fake                | You Win. Who Cares? (Deluxe Edition)          | 2018 |
| Digital Heroin        | Massive Ego               | Church for the malfunctioned (Deluxe Edition) | 2019 |
| Indestructible        | Rabia Sorda               | Hotel Suicide                                 | 2013 |
| Leitbild              | Blutengel                 | Leitbild (Deluxe Edition)                     | 2017 |
| Relentless            | Hocico                    | Ofensor (Deluxe Edition)                      | 2015 |
| Weg Zurück            | Sara Noxx & Goethes Erben | Weg Zurück (EP)                               | 2014 |
| Wer einmal lügt       | Heldmaschine              | Wer einmal lügt (Single)                      | 2015 |